# Agustín Moreto
Agustín Moreto y Cabaña (Madrid, 9 aprile 1618 – Toledo, 28 ottobre 1669) è stato un drammaturgo e religioso spagnolo.

## Biografia
Battezzato a Madrid il 9 aprile 1618, Moreto era figlio di genitori italiani. Studiò ad Alcalá de Henares, dove si diplomò nel 1639. Visse dal 1654 a Toledo e lì diventò cappellano di Baltasar Moscoso y Sandoval.
Fu un seguace del teatro di Pedro Calderón de la Barca e le sue opere risentono dell'influenza del drammaturgo madrileno. Malgrado la loro importanza nell'ambito della letteratura barocca, le commedie di Moreto mancano di originalità.
Le sue opere più famose sono El lindo don Diego (basata su una commedia di Guillén de Castro) e El desdén con el desdén (basata su quattro commedie di Lope de Vega). Caer para levantar è il suo auto sacramental più noto.
Scrisse anche numerose opere in collaborazione con altri autori, fra le quali: La adúltera penitente [Santa Teodora] insieme a  Pedro Calderón de la Barca ed a Juan de Matos Fragoso,  El bruto de Babilonia, insieme a Matos e Jerónimo de Cáncer, El príncipe perseguido, insieme a  Luis Belmonte Bermúdez ed a Martínez de Meneses.